# Barossa
Barossa är en region i Australien. Den ligger i delstaten South Australia, omkring 48 kilometer nordost om delstatshuvudstaden Adelaide. Antalet invånare är 22 808.
Följande samhällen finns i Barossa:
- Nuriootpa
- Tanunda
- Williamstown
- Angaston
- Lyndoch
- Mount Pleasant
- Stockwell
- Springton
- Cockatoo Valley
- Eden Valley
- Rowland Flat
- Mount Crawford
- Altona
- Moculta

Trakten runt Barossa består till största delen av jordbruksmark. Runt Barossa är det mycket glesbefolkat, med 3 invånare per kvadratkilometer. Genomsnittlig årsnederbörd är 419 millimeter. Den regnigaste månaden är juli, med i genomsnitt 68 mm nederbörd, och den torraste är december, med 8 mm nederbörd.